# Spirobranchus cariniferus
Spirobranchus cariniferus is een kokervormende borstelworm uit de familie van de kalkkokerwormen (Serpulidae) die inheems is in Nieuw-Zeeland. Spirobranchus cariniferus werd in 1843 voor het eerst wetenschappelijk beschreven door Gray.

## Beschrijving
De Spirobranchus cariniferus vormt fragmentarische, riemachtige kolonies van harde, witte, driehoekige buizen, elk met een helderblauwe borstelworm. Deze worden vastgezet aan stenen in de lager midden getijdezone. Het kan ook in harde voorwerpen leven, zoals dode schelpen en kleine stenen. Onder water zet hij een waaier van donkerblauwe tentakels uit waarmee hij plankton en organische deeltjes uit het water filtert, en die hij bij eb terugtrekt.
Volwassen wormen kunnen tot 40 mm lang en 3 mm breed worden. De koker is hard, wit en driehoekig in doorsnede met een richel die langs de bovenkant loopt. Deze strekt zich van boven de buisopening uit en vormt een scherpe beschermende ruggengraat. Het operculum is een platte, kalkhoudende plaat. Zijn lichaam is geel tot oranje van kleur naar het achterste en helderblauw naar het voorste. De radioles zijn helder tot donkerblauw met enkele witte banden.